# Alejandro de Castro Casal
Alejandro de Castro y Casal (La Corunya, 23 d'abril de 1812 - Zarautz, 6 de juliol de 1881) va ser un polític i diplomàtic espanyol.

## Biografia
Va ser diputat per la circumscripció de Pontevedra en diverses legislatures entre 1850 i 1876, president del congrés entre 23 de desembre de 1864 i 20 de febrer de 1865 ministre d'Ultramar durant un breu període en 1864 i també en 1866-67, d'Hisenda en 1865 i d'Estat en aquest mateix any durant el regnat d'Isabel II; novament ministre d'Estat en 1875 i interinament de Foment durant la malaltia del titular Manuel Orovio Echagüe, ja en el regnat d'Alfons XII; i senador per la província de Pontevedra en 1876 i vitalici des de 1877.
També serví com a ambaixador a Roma (1870) i Lisboa.